# Tömörd
Tömörd – wieś na Węgrzech, w komitacie Vas, w powiecie Kőszeg.
Pierwsza wzmianka o miejscowości pochodzi z 1233 roku, a w 1532 została ona zniszczona podczas tureckiego najazdu na Węgry i później odbudowana.
W 2014 była zamieszkiwana przez 284 osoby, a w 2015 przez 287 osób.
Burmistrzem jest Gábor Kollárits.